# Рикардињо (фудбалер, рођен јуна 1976)
Рикардо Алешандре дос Сантос (порт. Ricardo Alexandre dos Santos; 24. јун 1976), познатији као Рикардињо (порт. Ricardinho), бивши је бразилски фудбалер.

## Каријера
Током каријере играо је за Крузеиро, Кашива Рејсол, Кашима Ентлерс Коринтијанс Паулиста.

## Репрезентација
За репрезентацију Бразила дебитовао је 1996. године. За национални тим одиграо је 3 утакмице.

## Статистика
| Бразил | Бразил | Бразил |
| Год.   | Ута.   | Гол.   |
| ------ | ------ | ------ |
| 1996   | 1      | 0      |
| 1997   | 0      | 0      |
| 1998   | 0      | 0      |
| 1999   | 0      | 0      |
| 2000   | 1      | 0      |
| 2001   | 1      | 0      |
| Укупно | 3      | 0      |